# Creatura (film din 1982)
Creatura (titlu original: The Thing, în română: Lucrul, cunoscut și sub denumirea de John Carpenter's The Thing) este un film SF de groază din 1982 regizat de John Carpenter, după un scenariu de Bill Lancaster și în care interpretează actorii Kurt Russell, Wilford Brimley, Keith David și Donald Moffat. Titlul filmului se referă la antagonistul principal: o formă de viață extraterestră parazitară care asimilează alte organisme și le imită. Ființa extraterestră se infiltrează într-o stație de cercetare din Antarctica, luând aspectul unor cercetători pe care-i ucide, ceea ce duce la apariția paranoiei în cadrul grupului.
Aparent o refacere a filmului clasic din 1951, Creatura din altă lume, filmul lui Carpenter este de fapt o adaptare mai apropiată de textul și personajele nuvelei Who Goes There? (Cine-i acolo ?) de John W. Campbell, scrierea care a inspirat și filmul din 1951. Așadar nu este un remake al unui film în sensul convențional ci o (re)adaptare a unei lucrări scrise. Carpenter consideră filmul The Thing ca parte a trilogiei Apocalypse, care mai conține Prince of Darkness (Prințul Întunericului, 1987) și In the Mouth of Madness (Creatorii de coșmaruri, 1995).

## Actori
| Actor            | Personaj                   |  |
| ---------------- | -------------------------- |  |
| Kurt Russell     | R.J. MacReady              |  |
| Wilford Brimley  | Dr. Blair                  |  |
| T.K. Carter      | Nauls                      |  |
| David Clennon    | Palmer                     |  |
| Keith David      | Childs                     |  |
| Richard Dysart   | Dr. Copper                 |  |
| Charles Hallahan | Vance Norris               |  |
| Peter Maloney    | George Bennings            |  |
| Richard Masur    | Clark                      |  |
| Donald Moffat    | Garry                      |  |
| Joel Polis       | Fuchs                      |  |
| Thomas G. Waites | Windows                    |  |
| Norbert Weisser  | Noor                       |  |
| Larry J. Franco  | pasager norvegian cu pușcă |  |
| Nate Irwin       | pilot de elicopter         |  |
| William Zeman    | pilot                      |  |
| Jed              |                            |  |